# Melbourne Sports and Entertainment Precinct

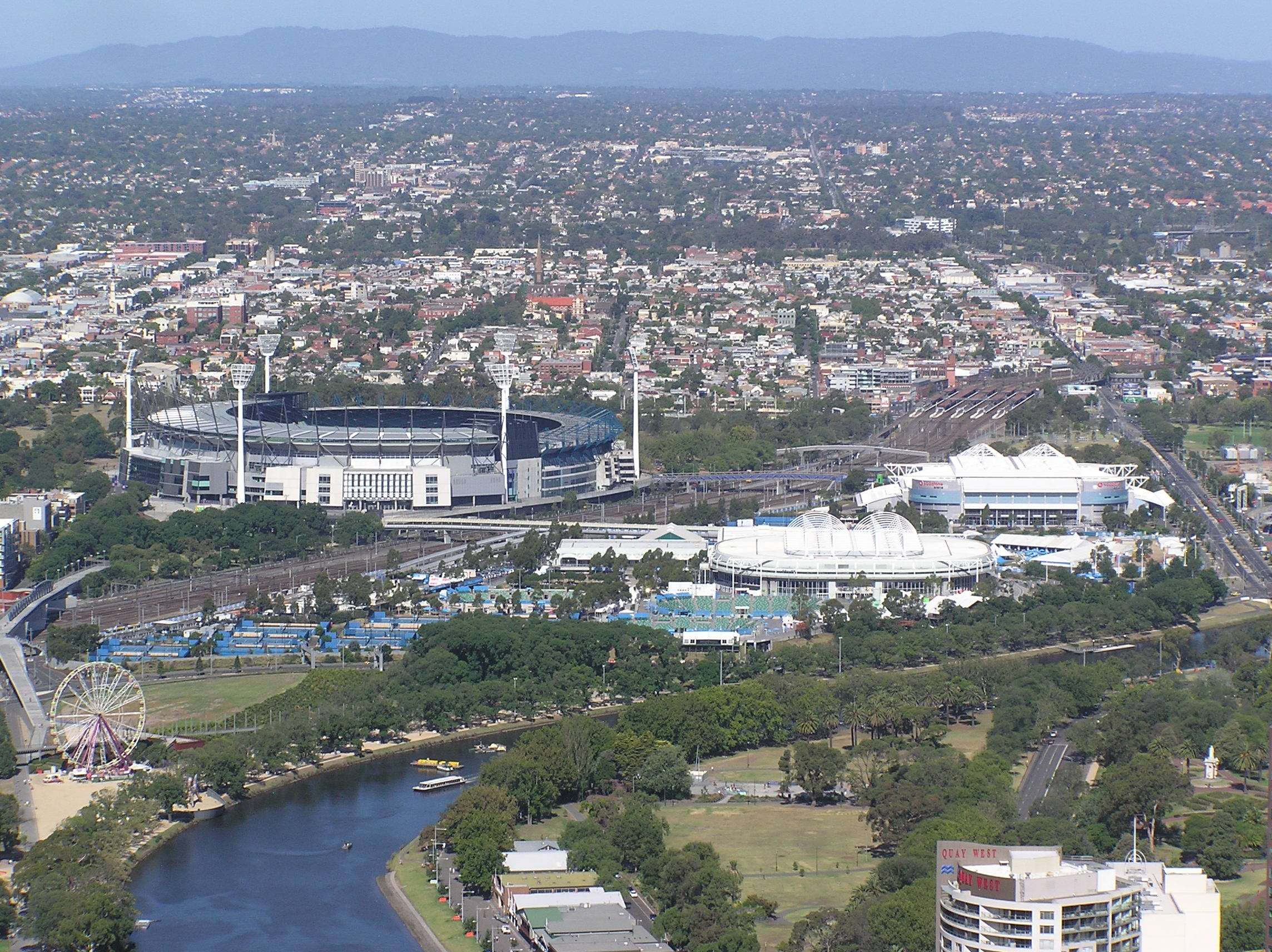
Parky Yarra a Melbourne ve Středisku melbournského sportu a zábavy.

Melbourne Sports and Entertainment Precinct (česky: Středisko melbournského sportu a zábavy) je komplex sportovišť a stadionů ležící v Melbourne, v australském svazovém státě Victoria. Nachází se cca 3 kilometry východně od centra metropole mezi předměstími East Melbourne a Richmond a severovýchodním směrem je ohraničen řekou Yarra. Obsahuje Melbourne Park a Olympijský park, které jsou spravovány společně, a také Yarra Park, v němž leží Melbourne Cricket Ground.
Středisko je považováno za první takový sportovní komplex v Austrálii. Pravidelně hostí některé z největších domácích i mezinárodních sportovních událostí jako jsou velké finále v australském fotbale, tenisové Australian Open nebo kriketový zápas „Boxing Day Test“. Centrum bylo dějištěm Letních olympijských her 1956 a Her Commonwealthu v roce 2006.

## Sportoviště a stadióny

### Hlavní[1]
- Westpac Centre
- Melbourne Cricket Ground
- Melbourne Park
  - Rod Laver Arena
  - John Cain Arena
  - Margaret Court Arena
- AAMI Park
- Olympic Park Stadium

### Další[1]
- atletický ovál
- Gosch Paddock - veřejné hřiště v parku Yarra
- Melbourne Park Function Centre
- Národní sportovní muzeum
- Punt Road Oval
- tenisové dvorce